# Per-Olof Olsson
Per-Olof Olsson (Estocolmo, 10 de diciembre de 1918-Vadstena, 12 de octubre de 1982) fue un deportista sueco que compitió en natación, especialista en el estilo libre. Ganó dos medallas en el Campeonato Europeo de Natación de 1947.

## Palmarés internacional
| Campeonato Europeo | Campeonato Europeo  | Campeonato Europeo | Campeonato Europeo |
| Año                | Lugar               | Medalla            | Prueba             |
| ------------------ | ------------------- | ------------------ | ------------------ |
| 1947               | Montecarlo (Mónaco) | Medalla de oro     | 4 × 200 m libre    |
| 1947               | Montecarlo (Mónaco) | Medalla de plata   | 100 m libre        |